# Anthony Philip Heinrich

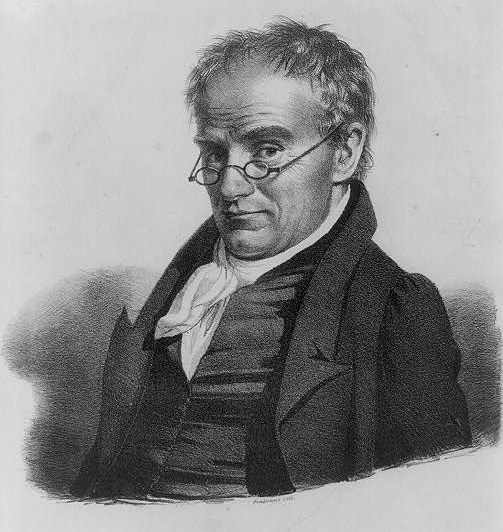
Anthony Philip Heinrich

Anthony Philip Heinrich, eigentl. Anton Philipp Heinrich (* 11. März 1781 in Schönbüchel bei Schönlinde, Böhmen; † 3. Mai 1861 in New York City) gilt als erster „hauptberuflicher“ Komponist der USA.

## Leben
Als Kind von einem wohlhabenden Onkel adoptiert, wuchs Heinrich in einer gutbürgerlichen Umgebung auf. Infolge der Napoleonischen Kriege verlor er jedoch sein gesamtes ererbtes Vermögen. 1810 übersiedelte er nach Boston und beschloss, seiner langjährigen Leidenschaft nachzugehen und professioneller Geiger und Dirigent zu werden.
Ein prägendes Erlebnis wurde für ihn eine 1120 Kilometer lange Reise zu Fuß und mit dem Boot durch die Wildnis Pennsylvanias und dann entlang des Ohio River nach Kentucky. Kurz nach seiner Ankunft in Kentucky brachte er am 17. November 1817 in Lexington Beethovens Erste Sinfonie zur Aufführung. Es war erst das zweite Mal, dass eine Beethoven-Sinfonie in den Vereinigten Staaten erklang. 1818 lebte er vorübergehend in einer Blockhütte in Bardstown, Kentucky.
Stilistisch hat Heinrichs Musik mehr Gemeinsamkeiten mit anderer früher amerikanischer Musik als mit den Vorbildern seiner europäischen Zeitgenossen. Er mied die Durchführung und bevorzugte episodische Formen, außerdem Variationen, die er mit großer Ausdruckskraft gestaltete. Daneben hatte er eine Vorliebe für Chromatik, meist im Versuch, eine außermusikalische Idee zum Ausdruck zu bringen. Seine Musik hat oft einen improvisatorischen Charakter. Seine großzügigen Spielräume für die Interpreten gelten als Beginn der Unbestimmtheit in der amerikanischen Musik.
Da Heinrich aufgrund von mangelnden Orchestern in den USA Schwierigkeiten hatte, seine Werke zur Aufführung zu bringen, unternahm er mehrere Reisen nach Europa.
1837 zog er nach New York, wo er 1842 die Gründungsversammlung der New York Philharmonic Society leitete.

## Werke (Auswahl)
- The Dawning of Music in Kentucky, or the Pleasures of Harmony in the Solitudes of Nature (1820)
- The Treaty of William Penn with the Indians (1834)
- The Ornithological Combat of Kings, or the Condor of the Andes and the Eagle of the Cordilleras (ca. 1835–1857)
- The Minstrelsy of Nature in the Wilds of North America; The Wild Wood Spirits' Chant (ca. 1842)
- The Columbiad, or Migration of American Wild Passenger Pigeons (ca. 1857)